# Tele Sur

En bleu, les pays actionnaires de la chaîne. En cyan, les anciens sponsors.

Tele Sur est une chaîne de télévision généraliste vénézuélienne à vocation pan-latino-américaine. La chaîne est diffusée sur le réseau hertzien et sur le câble au Venezuela. Elle est reprise par plusieurs satellites, qui lui assurent une couverture des cinq continents. En France, elle est disponible en clair sur le fournisseur Internet français Free.

## Histoire de la chaîne
Basée au Venezuela, Tele Sur est lancée le 24 juillet 2005, jour anniversaire de la naissance de Simón Bolívar, à l'initiative du président vénézuélien Hugo Chávez, conjointement par le Venezuela, l'Argentine, l'Uruguay et Cuba, avec comme objectif de permettre aux habitants de l'Amérique latine d'avoir, selon les statuts de la chaîne, un média défendant « leurs propres valeurs, divulguant leur propre image, débattant de leurs idées et diffusant leurs propres programmes, de façon libre et égale ».
La chaîne a aussi pour but annoncé de contrecarrer le monopole des médias nord-américains comme CNN en Español et Univisión dans la diffusion de l’information en Amérique latine : « La domination n’est jamais aussi parfaite que lorsque les dominés pensent comme les dominants. ». Toutefois, alors que le budget de la seule CNN s’élève en 2001 à 700 millions de dollars, celui de Telesur n'est que de 2,5 millions. L'élu républicain de Floride, Connie Mack IV, fait débloquer le 20 juillet 2005 par la Chambre des représentants 9 millions de dollars qui permettraient d'émettre à partir des États-Unis pour diffuser une information « précise, objective et complète » face à « l'antiaméricanisme de Tele Sur » et à « la rhétorique anti-américaine et contre la liberté » d'Hugo Chávez.
En septembre 2010, lors de la mutinerie de policiers en Équateur, parfois considérée comme étant une tentative de coup d’État, Tele Sur est la seule chaine d’information à suivre les événements en direct et en continu. L'Argentine annonce sortir du capital de la chaîne le 27 mars 2016.

## Disponibilité
Tele Sur est disponible en signal ouvert via satellite en Amérique latine, aux États-Unis, en Europe occidentale et en Afrique du Nord. La couverture au travers de la télévision par câble est assez limitée en Amérique latine étant donné la ligne éditoriale de la chaine vis-à-vis de divers événements et gouvernements de la région ; le directeur de programmation en 2007, Aram Arahonian explique dans une interview que « les propriétaires de câbles ne nous donnent pas accès à leurs services (…) cela n'arrive pas souvent, mais nous a affecté dans des pays importants. Par exemple, au Mexique existent deux monopoles, Televisa et TV Azteca. En Argentine, quasiment tout est contrôlé par le groupe Clarín. Au Brésil, la couverture par le réseau câblé est très minime, il y a 3,5 millions de connectés sur [un pays de] 190 millions d'habitants, ainsi, il s'agit d'un nombre très marginal ».

## Controverses et critiques

### Accord de coopération avec Al Jazeera
L'accord de coopération entre Tele Sur et Al Jazeera est envisagé dès l'année 2005, inquiétant le Congrès des États-Unis. Les accords d'échange de contenus audiovisuels sont conclus en février 2006. Le membre de la Chambre des représentants des États-Unis Connie Mack IV, qui à différentes occasions a déjà critiqué la chaîne, considère que « cette nouvelle alliance entre Al Jazeera et teleSUR a pour effet de créer une chaîne de télévision globale pour les terroristes et autres ennemis de la liberté ».
Le directeur général de la chaîne, l'Uruguayen Aram Arahonian répond aux critiques de Mack signalant que la chaîne « croit fermement en la démocratie, la liberté d'expression et le pluralisme : les valeurs qui sont indispensables dans n'importe quelle démocratie. Nous n'avons aucun problème pour conclure des accords avec n'importe quelle organisation qui profitera à notre chaîne ».
Les accords de Tele Sur avec d'autres organisations de presse et médias comme la BBC,, l'IRIB et la Télévision centrale de Chine, ne sont aucunement critiqués par Mack ou le gouvernement des États-Unis.

### Couverture du coup d'État au Honduras
Le 29 juin 2009, la journaliste de Tele Sur Adriana Sívori, qui couvre avec son équipe de télévision les incidents résultants de la crise politique qui ont lieu après le coup d'État, est arrêtée par un groupe de militaires, en même temps qu'une équipe de télévision et divers journalistes internationaux. Ils sont menacés et leur passeports confisqués. 
Quand la communauté internationale apprend cette détention, les journalistes sont rapidement libérés. Sívori déclare avoir été agressée par les soldats pendant la détention. Tele Sur est la seule chaîne de télévision à transmettre en direct les incidents dans les rues de Tegucigalpa. La couverture de la crise par la chaine est considérée comme une des raisons, selon les partisans du président déchu Manuel Zelaya, pour lesquelles la situation a pu être médiatisée dans le monde sans censures, et jusqu'à un certain point a fait connaitre la situation au peuple du Honduras lui-même, lui révélant la localisation ainsi que les opinions politiques du président Zelaya.
Le 30 juin, diverses organisations sociales et syndicats de journalistes au Venezuela organisent une marche jusqu'au siège de la chaine en signe de solidarité avec les journalistes emprisonnés.
Le 2 juillet, l'équipe de Tele Sur et du Sistema Nacional de Medios Públicos de Venezuela est arrêtée à l'aube par la police, dans l'hôtel où elle se trouve. Après une révision de leurs papiers et avoir averti que leur travail dans le pays mettait leurs vies en danger, le personnel est libéré, mais sans avoir le droit de sortir de l'hôtel,. Les équipes décident de quitter le pays, sachant qu'il ne leur est pas possible de continuer à travailler. TeleSUR émet un communiqué de presse, expliquant que la chaine essaie de faire des efforts pour « garantir une information véridique, rigoureuse, opportune et sans censure aussi bien pour le monde que pour le peuple hondurien, dans une circonstance historique si complexe ». La Federación Latinoamericana de Periodistas, la Commission interaméricaine des droits de l'homme et l'Association de la presse interaméricaine condamnent ce qu'ils considèrent comme « une volonté de restreindre le libre flux de l'information sur la situation dans le pays »,.

### Émissions de Tele Sur à Cuba
Même si Tele Sur compte le gouvernement de Cuba parmi ses principaux parrains et fournisseurs de programmes télévisés, la chaîne n'est pas totalement disponible pour les habitants de l'île. Avant fin 2007, elle ne peut pas diffuser librement dans le pays. Elle ne peut le faire qu'avec des restrictions, c'est-à-dire entre 22 h 30 et 6 h 30 et sur la Chaine éducative 2, une chaîne ayant peu d'audience au niveau national. Une partie de la programmation de la chaine est transmise sur l'île en horaire diurne sous forme de résumé des principaux titres des nouvelles de la chaîne et d'un bref documentaire d'une heure, Le meilleur de Tele Sur, et, selon le thème abordé, la table ronde internationale, programme produit pour Tele Sur par l'Institut cubain de radio et télévision. Selon l'analyste suédois Nathan Shachar, de cette manière, le gouvernement cubain censure tout type d'information qui ne serait pas favorable à son système politique, notamment en ce qui concerne les « élections libres, le pluripartisme, les grèves et mouvements de protestation qui constituent des phénomènes inexistants sur l'île »,.

## Organisation

### Dirigeants

#### Présidents
- Aram Aharonian : 2005-2006
- Andrés Izarra : depuis 2006

Aram Aharonian est le fondateur de la revue Question.
Ancien journaliste, Andrés Izarra est brièvement ministre de la Communication et de l'information (MCI) du Venezuela, mais travaille aussi pour NBC Canal de Noticias, CNN en Español et Radio Caracas Televisión.

#### Conseil de surveillance
Le conseil de surveillance de Tele Sur est composé de nombreuses personnalités et intellectuels de gauche venant de différents pays, comme le prix Nobel de la paix Adolfo Pérez Esquivel, le poète Ernesto Cardenal, les écrivains Eduardo Galeano, Tariq Ali et Saul Landau, le pionnier du logiciel libre Richard Stallman et l'acteur américain Danny Glover.

### Capital
Le capital de base de la chaîne est de dix millions de dollars américains, détenu à 51 % par le Venezuela, 20 % par l'Argentine, 19 % par Cuba et 10 % par l'Uruguay. Le 6 avril 2006, le président Evo Morales, ami d'Hugo Chávez, autorise la Bolivie à racheter 5 % du capital. 
D'autres pays, comme le Brésil, collaborent en fournissant programmes et technologie.

## Programmes

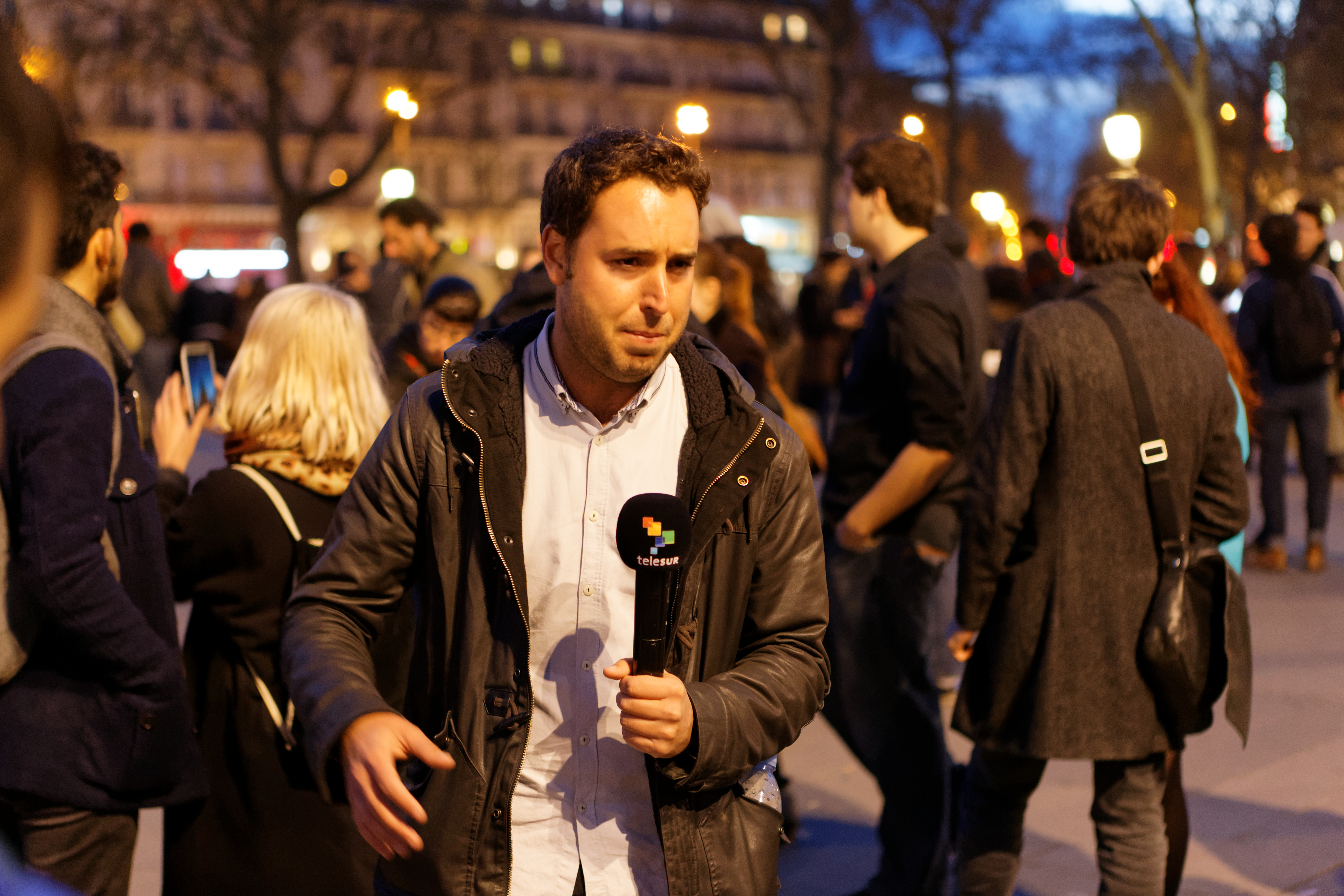
Journaliste couvrant le mouvement Nuit debout à Paris.

Par ses programmes, la chaîne entend informer, former et divertir ses téléspectateurs.
- Noticias desde el Sur : principal programme d'information transmis depuis Caracas avec des correspondants à travers toute l'Amérique latine.
- Memorias del Fuego : émission diffusant des documentaires indépendants sur l'Amérique latine contemporaine.
- Mesa Redonda Internacional : programme télévisé politique cubain.
- Visión 7 Internacional : programme hebdomadaire argentin de Canal 7 Argentina sur la politique internationale.
- Resumen Aló Presidente : résumé du programme hebdomadaire du président vénézuélien Hugo Chávez Aló Presidente.
- Medio tanque : programme documentaire sur la culture et la vie en Uruguay.
- Noticias de Brasil : programme quotidien d'information brésilien en collaboration avec TV Brasil.
- De este lado : émission de débat et d'opinion animée depuis Mexico par Blanche Petrich.